# Lago Loppiner
El lago Loppiner (en alemán: Loppinersee) es un lago situado en el distrito de Llanura Lacustre Mecklemburguesa, en el estado de Mecklemburgo-Pomerania Occidental (Alemania), a una altitud de 62.1 metros; tiene un área de 87 hectáreas.
Está ubicado a poca distancia al noroeste del lago Müritz, el mayor de Alemania.